# Черебаєво
Черебаєво (рос. Черебаево) — село у Старополтавському районі Волгоградської області Російської Федерації.
Населення становить 457  осіб. Входить до складу муніципального утворення Черебаєвське сільське поселення.

## Історія
Село розташоване у межах українського історичного та культурного регіону Жовтий Клин.
Згідно із законом від 17 січня 2005 року № 991-ОД органом місцевого самоврядування є Черебаєвське сільське поселення.

## Населення
| 2010 | 2012 | 2013 | 2014 | 2015 | 2016 | 2017 |
| ---- | ---- | ---- | ---- | ---- | ---- | ---- |
| 585  | ↘553 | ↘528 | ↘504 | ↘489 | ↘473 | ↘457 |